# 1912 w polityce

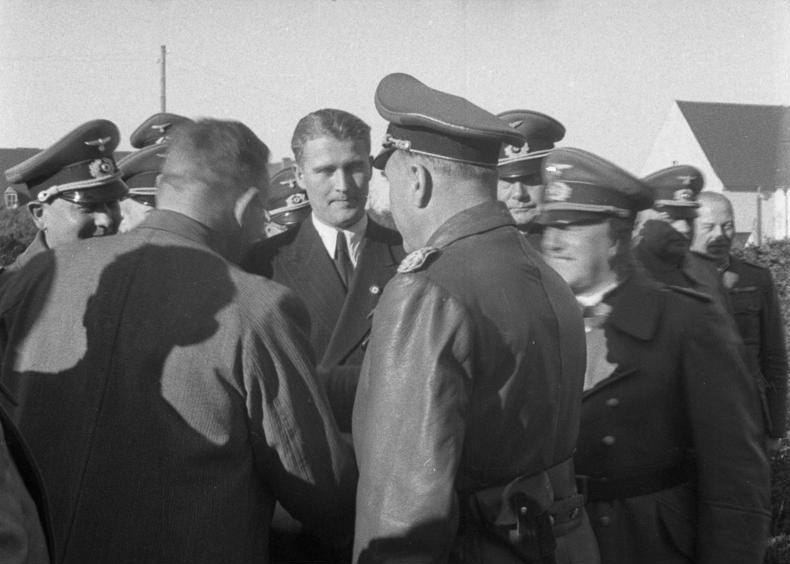
Wernher von Braun w otoczeniu niemieckich oficerów w 1941

Wydarzenia polityczne w 1912 roku.

## Styczeń
- 1 stycznia – w Nankinie proklamowano Republikę Chińską. Tymczasowym prezydentem Chin został Sun Jat-sen[1].
- 6 stycznia – Kongres Stanów Zjednoczonych uchwalił nadanie terenom Nowego Meksyku statusu stanu[1].
- 8 stycznia – powstał Południowoafrykański Tubylczy Kongres Narodowy (późniejszy Afrykański Kongres Narodowy)[2].
- 18–30 stycznia – w Pradze miała miejsce konferencja Socjaldemokratycznej Partii Robotniczej Rosji, na której doszło do rozpadu ugrupowania na dwie odrębne partie,  bolszewików[3] i mienszewików[4].
- Podczas wojny włosko-tureckiej włoskie samoloty organizacji Servizi Aeronautici dokonały pierwszego w historii propagandowego nalotu z powietrza[1].

## Luty
- 6 lutego – zmarł James Weaver, amerykański polityk[5].
- 12 lutego – cesarski rząd w Pekinie ogłosił Chiny republiką. W ten sposób pojawiła się (obok państwa Sun Jat-sena) republika z premierem cesarskiego rządu generałem Yuanem Shikaiem na czele[1].
- 14 lutego – Arizona została 48. stanem Stanów Zjednoczonych[1].
- 25 lutego – zmarł Clarence R. Slocum, amerykański dyplomata, konsul w Warszawie w latach 1903-05[6].

## Marzec
- 10 marca – Yuan Shikai został prezydentem Chin[1].
- 13 marca - Powstanie Ligi Bałkańskiej: w Sofii zostaje zawarta umowa o przyjaźni i sojuszu pomiędzy Bułgarią i Serbią[7]
- 16 marca – urodził się C. Elmer Anderson, amerykański polityk[8].
- 21 marca – zmarł Andrew Archibald Macdonald, kanadyjski polityk[9].
- 23 marca – urodził się Wernher von Braun, niemiecki inżynier, budowniczy rakiet V-2, oficer SS, twórca amerykańskiego programu kosmicznego[10].

## Maj
- 9 maja – rosyjska III Duma Państwowa uchwaliła ustawę o przyłączeniu do cesarstwa rosyjskiego Chełmszczyzny. Decyzja ta wywołała protesty w polskim społeczeństwie[1].
- 29 maja - Grecja dołącza do Ligi Bałkańskiej zawierając umowę o związku obronnym z Bułgarią[11].

## Lipiec
- 1 lipca – francuska Izba Deputowanych podpisała traktat o protektoracie Maroka[1].
- 24 lipca – rosyjskim protektorem została Mongolia[1].

## Październik
- 8 października - I wojna bałkańska: oddziały czarnogórskie przekraczają granicę turecką w pobliżu Podgoricy[12].
- 18 października – Bułgaria, Czarnogóra, Grecja i Serbia wypowiedziały wojnę Turcji – rozpoczęła się I wojna bałkańska[1].
- 23 października - I wojna bałkańska: wojska serbskie zajęły Pristinę[13].
- 26 października - I wojna bałkańska: wojska serbskie wkroczyły do Skopje[14].

## Listopad
- 3 listopada – Rosja i lamaicki rząd Mongolii podpisały układ o pomocy wojskowej i wymianie gospodarczej[1].
- 5 listopada – 28. prezydentem Stanów Zjednoczonych został Woodrow Wilson[1].
- 8 listopada - I wojna bałkańska: tuż przed północą turecki dowódca garnizonu Salonik Hasan Tahsim Pasza podpisuje kapitulację miasta przed Grekami[15].
- 10 listopada - I wojna bałkańska: do opanowanych przez Greków Salonik na mocy wzajemnego porozumienia wkraczają wojska bułgarskie[16].
- 10 listopada – w Wiedniu powstała Komisja Tymczasowa Skonfederowanych Stronnictw Niepodległościowych (KTSSN)[1].
- 28 listopada - w Vlorze została ogłoszona przez Ismaila Kemala Beja deklaracja niepodległości Albanii[17].

## Grudzień
- 1 grudnia – KTSSN wyznaczyła Józefa Piłsudskiego na komendanta głównego wszystkich tworzonych oddziałów polskich[1].
- 3 grudnia - I wojna bałkańska: Bułgaria, Serbia i Czarnogóra zawierają rozejm z Turcją w Czataldży[18].
- 10 grudnia – Pokojową Nagrodę Nobla otrzymał Elihu Root[1].